# Colin Morton
Colin Morton (* 5. November 1960) ist ein ehemaliger englischer Snookerspieler aus Accrington in Lancashire, der von 1991 bis 1997 Profispieler war. In dieser Zeit erreichte er Rang 104 der Snookerweltrangliste. Zudem gewann er mit dem vierten Event der WPBSA Minor Tour 1994/95 ein professionelles Turnier.

## Karriere
Morton zog als Kind mit seiner Familie von North East England nach Burnley in Lancashire, wo sein Vater als Mitarbeiter in Snookerclubs sein Geld verdiente. Dort lernte Morton auch das Snookerspiel. Er zeigte dabei Talent und spielte bereits mit 15 Jahren sein erstes Century Break. 1977 stand er im Viertelfinale der britischen U16-Meisterschaft. Während der 1980er-Jahre nahm er regelmäßig an wichtigen britischen Amateurturnieren teil. Es dauerte aber bis 1988, ehe ihm der Durchbruch gelang. In dem Jahr erreichte er das Viertelfinale der Qualifikation zur English Amateur Championship und das Finale der Pontins Spring Open, das er gegen Ken Doherty verlor. 1990 unterlag er Jason Prince im Qualifikationshalbfinale der English Amateur Championship. Trotz dieser Achtungserfolge war Morton zwischenzeitlich ein Qualifikationsversuch für die Profitour über die WPBSA Pro Ticket Series misslungen. Erst als die Profitour 1991 für alle Spieler gegen ein gewisses Startgeld geöffnet wurde, wurde Morton Profispieler.
Mortons gesamte Profikarriere war von Qualifikationsniederlagen geprägt. Allerdings schaffte es der Engländer häufig, erst am Ende der Qualifikation auszuscheiden, was ihm mitunter zumindest einige Punkte für die Snookerweltrangliste einbrachte. Nach einer ersten Hauptrundenteilnahme bei den Strachan Open 1992 dauerte es deshalb auch fast zwei Jahre bis zu den Thailand Open 1994, ehe Morton erneut eine Hauptrunde erreichte. In Thailand schied er allerdings in der sogenannten Wildcard-Runde aus, in der thailändische Amateurspieler zu Beginn der Hauptrunde die Chance erhielten, ihr Können zu zeigen. Gut ein Jahr später zog er in das Endspiel des vierten Event der WPBSA Minor Tour 1994/95 ein. Er gewann das vergleichsweise unwichtige Profiturnier mit einem 6:5-Sieg über Matthew Couch. Wenige Monate später erzielte er mit der Viertelfinalteilnahme am Merseyside Professional 1995 einen weiteren Achtungserfolg, der aber wie auch zwei Teilnahmen an einer Runde der letzten 64 nicht die zahlreichen Qualifikationsniederlagen verdecken konnte.
Auf der Weltrangliste war Morton konstant in den Top 150 gelistet, zwischen 1993 und 1997 auch in den Top 128. Zeitweise auf Rang 104 geführt, rutschte er 1997 auf Platz 135 ab. Da zeitgleich die Anzahl der Profispieler auf der Profitour begrenzt wurde, verlor Morton seinen Profistatus. Anschließend versuchte er zwar, sich wieder für die Profitour zu qualifizieren, doch das gelang ihm weder über die WPBSA Qualifying School noch über die UK Tour 1997/98. Bereits nach einem Jahr gab er alle Ambitionen in diese Richtung auf. Hauptgründe für sein Karriereende waren finanzielle Probleme und die fehlende Zukunftssicherheit. Danach nahm Morton für einige Zeit an britischen Amateurturnieren teil. Bei den Pontins Autumn Open 2000 gelang ihm eine zweite Finalteilnahme in Prestatyn, während er bei der English Amateur Championship zwischen 2000 und 2006 jährlich zu den besten Spielern gehörte. 2005 erreichte er sogar das Finale der Qualifikation des Turnieres, musste sich aber David Grace geschlagen geben. Auch an regionalen Turnieren nahm er in dieser Zeit wiederholt teil.
Morton lebt in Accrington und arbeitet als Postbote. Mit seiner Lebensgefährtin hat er einen Sohn.

## Erfolge
| Ausgang         | Jahr | Turnier                              | Finalgegner   | Ergebnis |
| --------------- | ---- | ------------------------------------ | ------------- | -------- |
| Profiturniere   |      |                                      |               |          |
| Sieger          | 1995 | WPBSA Minor Tour 1994/95 – Event 4   | Matthew Couch | 6:5      |
| Amateurturniere |      |                                      |               |          |
| Zweiter         | 1988 | Pontins Spring Open                  | Ken Doherty   | 5:7      |
| Zweiter         | 2000 | Pontins Autumn Open                  | Kuldesh Johal | 3:5      |
| Zweiter         | 2005 | English Amateur Championship – North | David Grace   | 3:5      |